# Ефект Овсянкіної
Ефект Овсянкіної — у психології це вроджене людське бажання завершити розпочаті завдання. Ця тенденція до відновлення перерваної дії особливо поширена, коли дія ще не виконана. Ефект названий на честь Марії Овсянкіної, яка проводила дослідження такої поведінки.

## Огляд
Принцип, який лежить в основі ефекту Овсянкіної, передбачає, що перерване завдання, навіть без будь-якої явної винагороди чи стимулу, створює «квазі-потребу». Це спонукає до нав'язливих думок, що змушує людину продовжити і, можливо, завершити завдання. Це може призвести до когнітивного дисонансу, якщо завдання залишиться незавершеним.
Теорія польової поведінки Курта Левіна дає пояснення такій поведінці, припускаючи, що перервана дія є умовою для напруженої системи. Ця напруга робить завдання більш запам'ятовуваним (це явище більш відоме як ефект Зейгарнік).
У той час як ефект Зейгарнік підкреслив напруженість і запам'ятовуваність незавершених завдань, дослідження Овсянкіної глибше занурилося в подальшу поведінку, яку сприяло це напруження. Зокрема, її дослідження показали, що коли людей переривали під час виконання завдання, а потім давали вільний час, вони виявляли сильну схильність повернутися до завдання та завершити його.

### Сучасні наслідки
Принципи ефекту Овсянкіної мають широке застосування в різних секторах:
1. Дизайн користувацького досвіду: дизайнери можуть використовувати прагнення виконувати завдання, щоб підштовхнути користувачів до виконання завдань або дій на цифрових платформах.[3]
2. Освіта: вчителі можуть використовувати цей ефект для структурування уроків, представляючи проблеми на ранніх стадіях і вирішуючи їх пізніше, щоб підтримувати залученість учнів.[4]
3. Реклама та маркетинг: у рекламі можуть використовуватися цікаві моменти або нерозгадані таємниці, щоб зробити свої продукти чи повідомлення більш запам'ятовуваними.[5]
4. Розваги: телевізійні шоу, серії книжок і відеоігри часто використовують кліфгенґери, щоб підтримувати повернення аудиторії.[6]
5. Продуктивність: розуміння бажання завершити завдання може допомогти в особистій і професійній продуктивності.[7]
6. Психічне благополуччя: усвідомлення стресу, який може спричинити невиконане завдання, є важливим для психічного здоров'я.[8]